# Chalais-Meudon

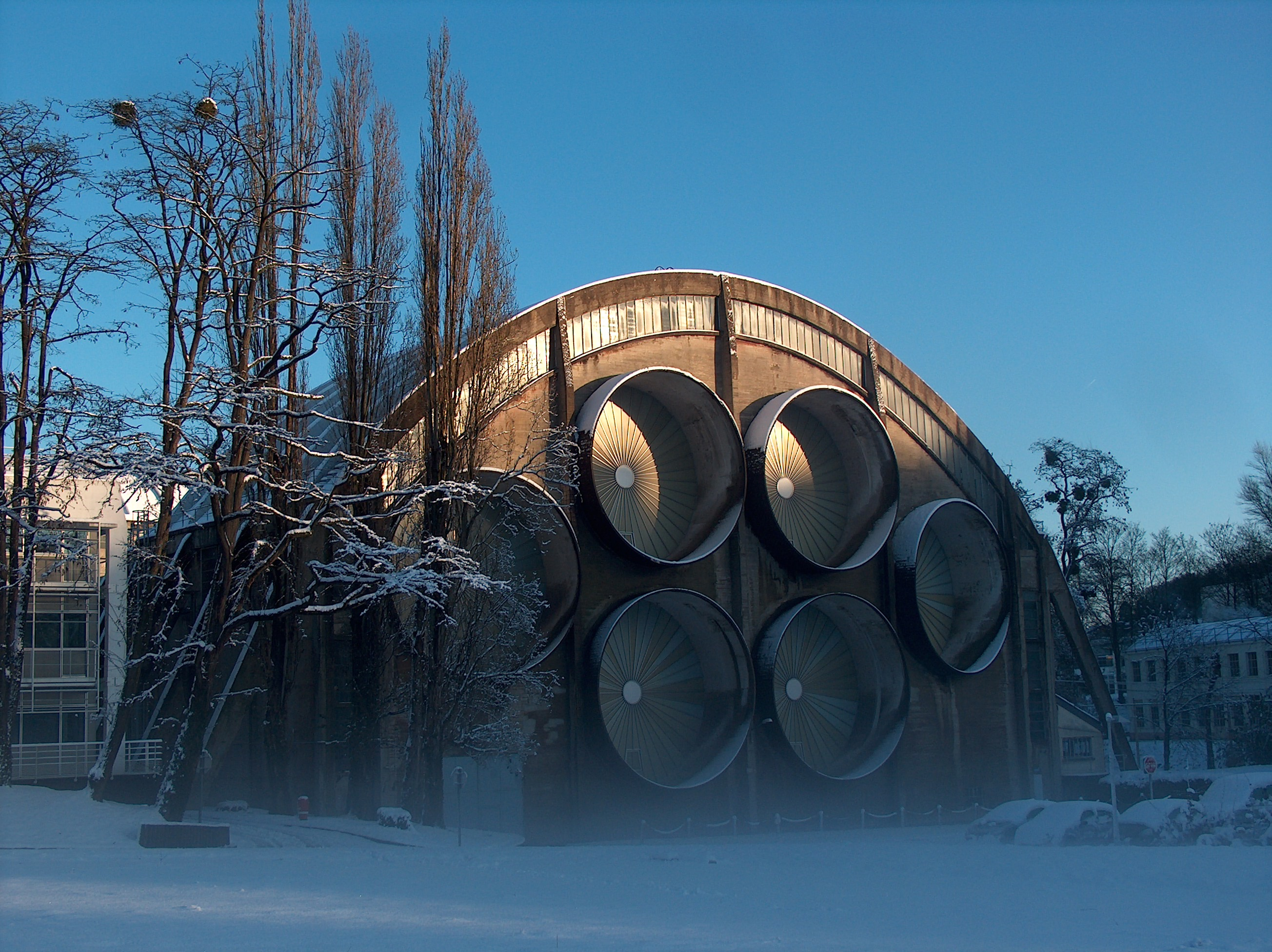
La soufflerie S1 de l'Office national d'études et de recherches aérospatiales (ONERA).

Chalais-Meudon est un centre de recherche et de développement aéronautique à Meudon, près de Paris.
Il a été fondé en 1793 dans le château de Meudon et a joué un rôle important dans le développement de l'aviation française.
Charles Renard fonde en 1877 l'Établissement central de l'aérostation militaire de Chalais-Meudon, qui devient le premier laboratoire d'essais aéronautiques au monde. Dans le Hangar Y, il construit et met au point avec  Arthur Krebs  le dirigeable La France.
En 1915, Albert Caquot réalise un modèle de ballon captif fuselé et équipé de stabilisateurs arrières sur le principe du Drachen mis au point par l'allemand August von Parseval, permettant l'observation par des vents de 90 km/h. L’atelier aérostatique de Chalais-Meudon se met alors à fabriquer des « ballons Caquot » pour toutes les armées alliées.
Le Hangar Y et une soufflerie (S1) liée à l'Office national d'études et de recherches aérospatiales (ONERA) sont des bâtiments historiques de Chalais-Meudon.
L'indice de Chalais-Meudon, permettant de mesurer le niveau de dureté d'un bois, est nommé en référence à Chalais-Meudon.

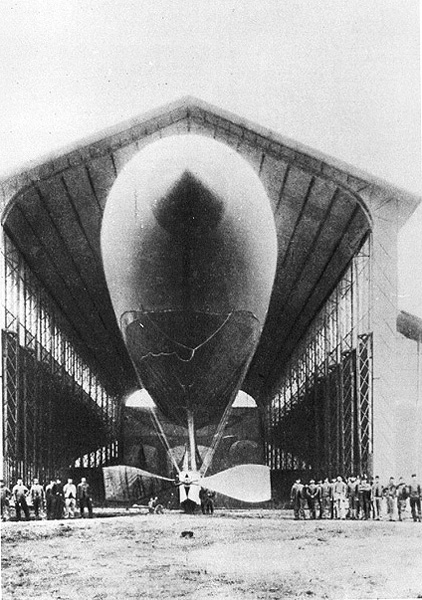
Le dirigeable électrique La France dans le Hangar Y.
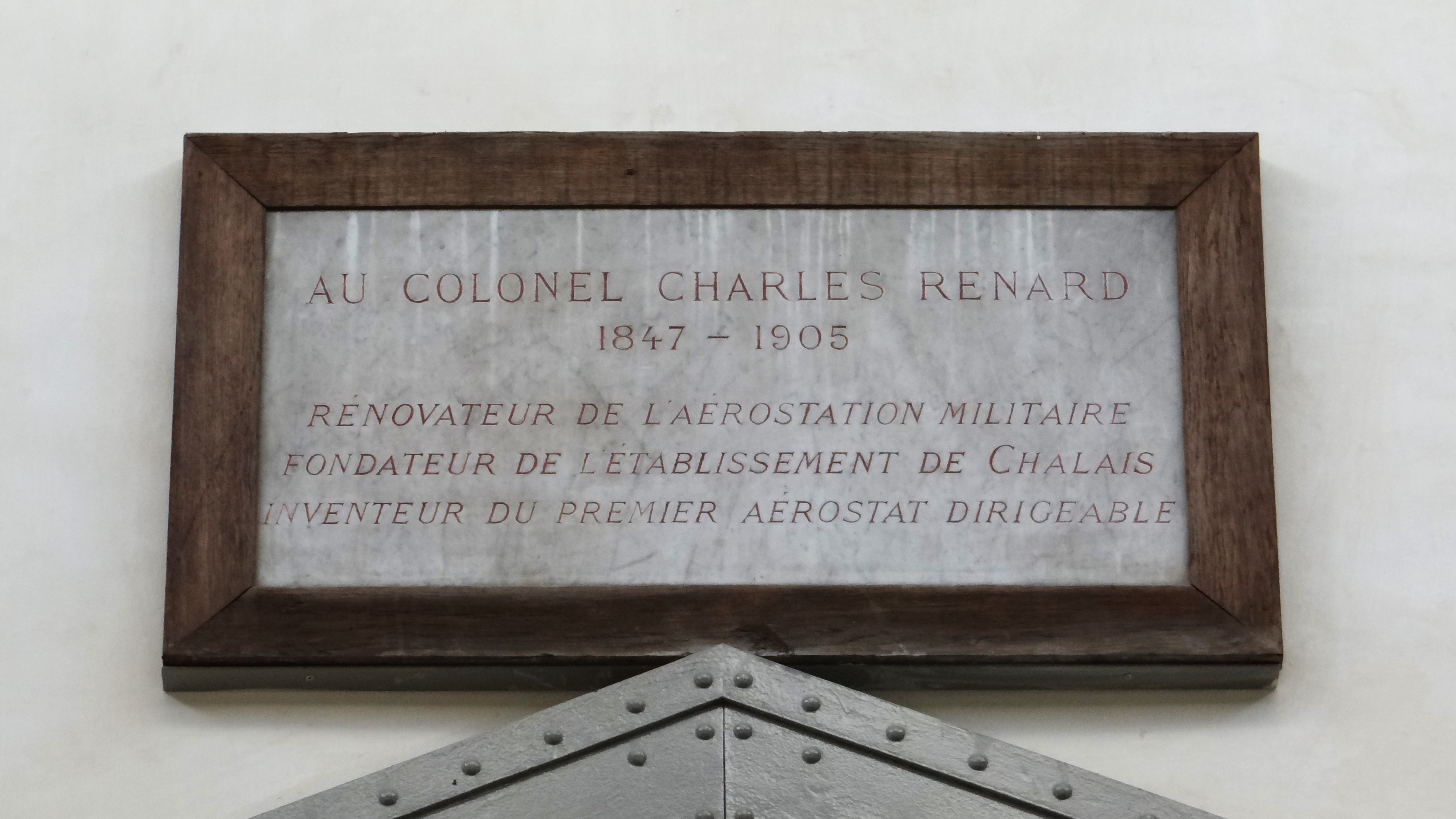
Plaque commémorative à Charles Renard dans le Hangar Y.
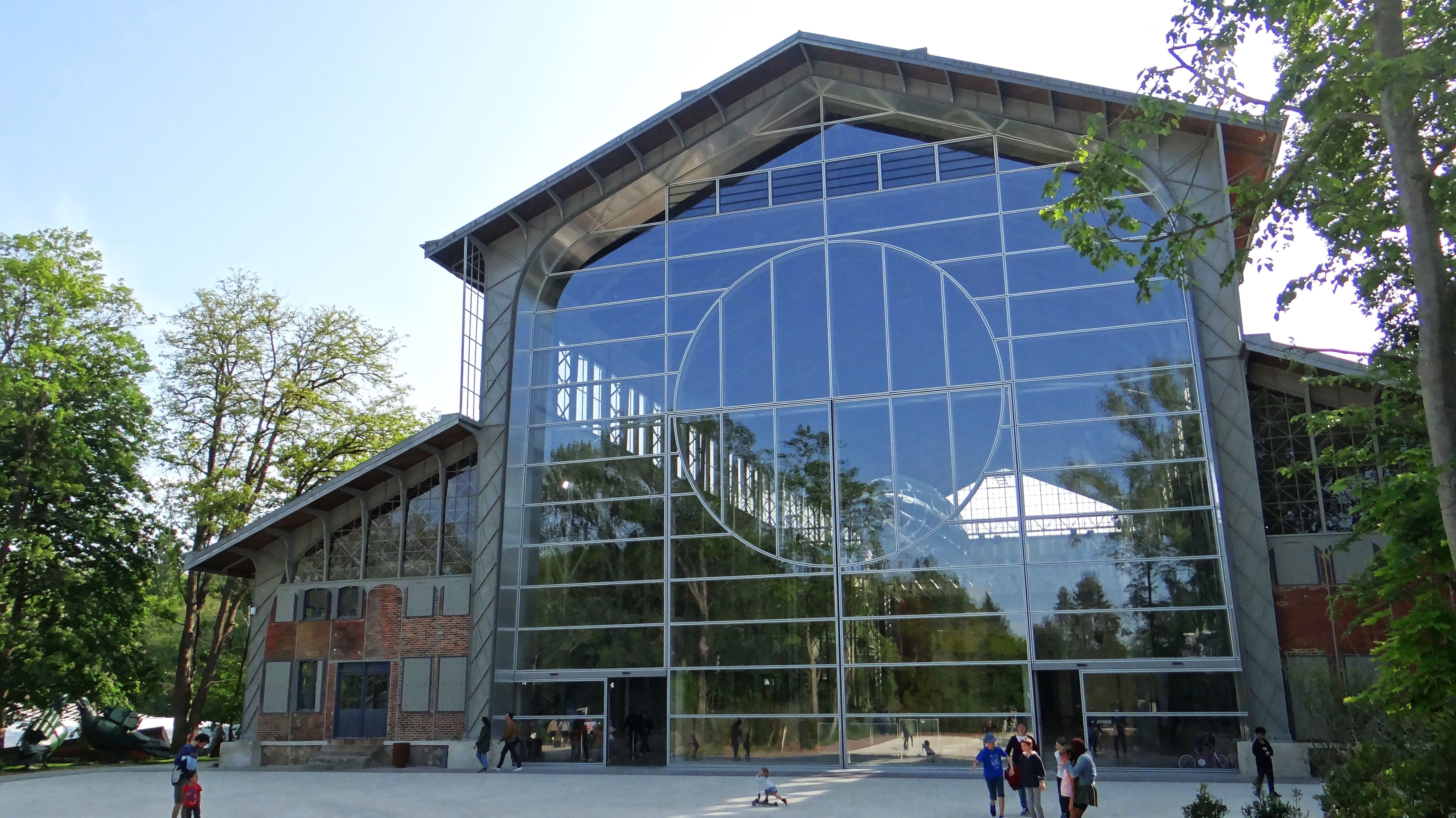
Hangar Y en 2023
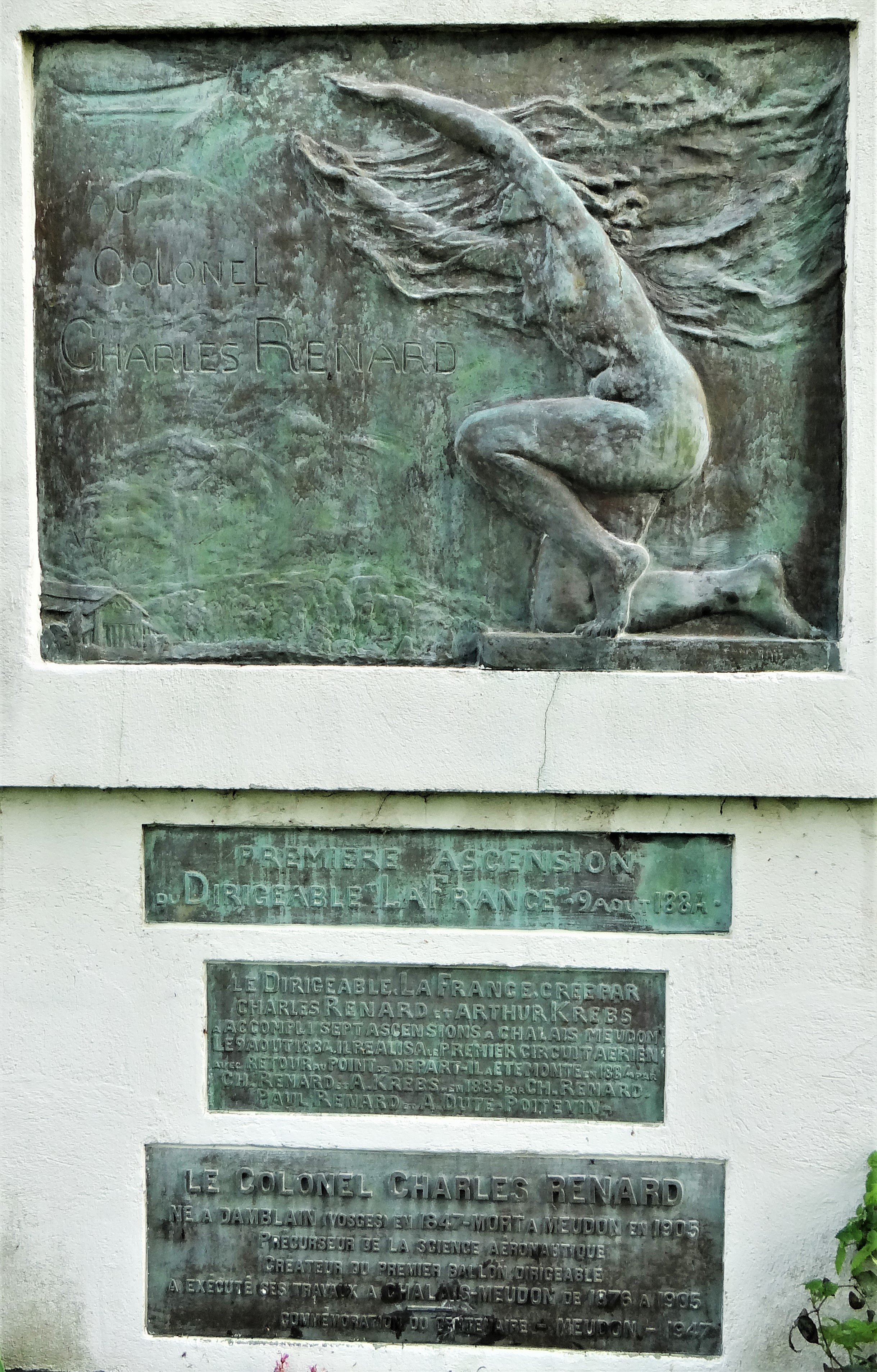
Plaque commémorative à Chalais-Meudon  du centenaire de la naissance de Charles Renard.
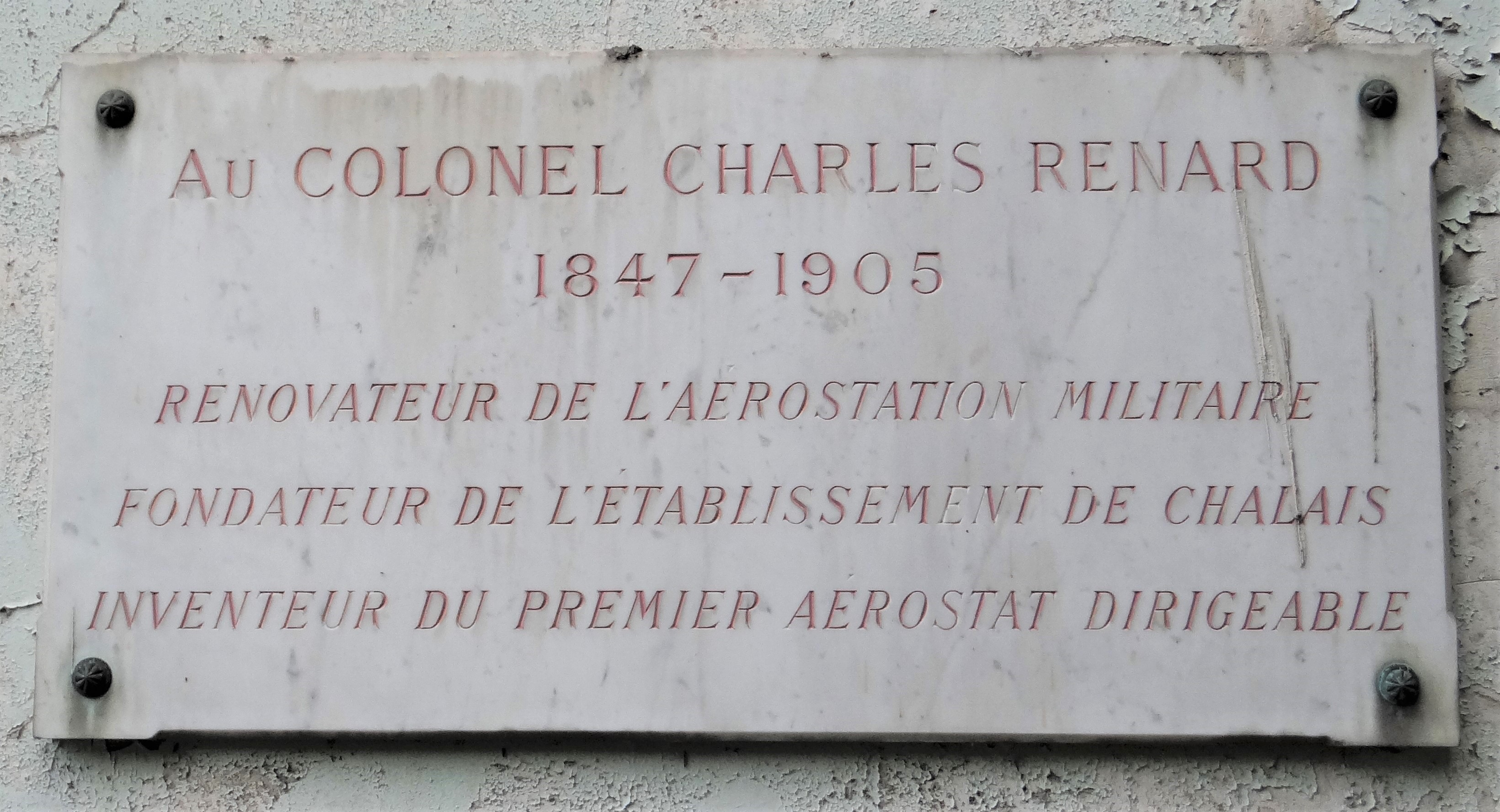
Plaque à Charles Renard sur son lieu d'habitation.
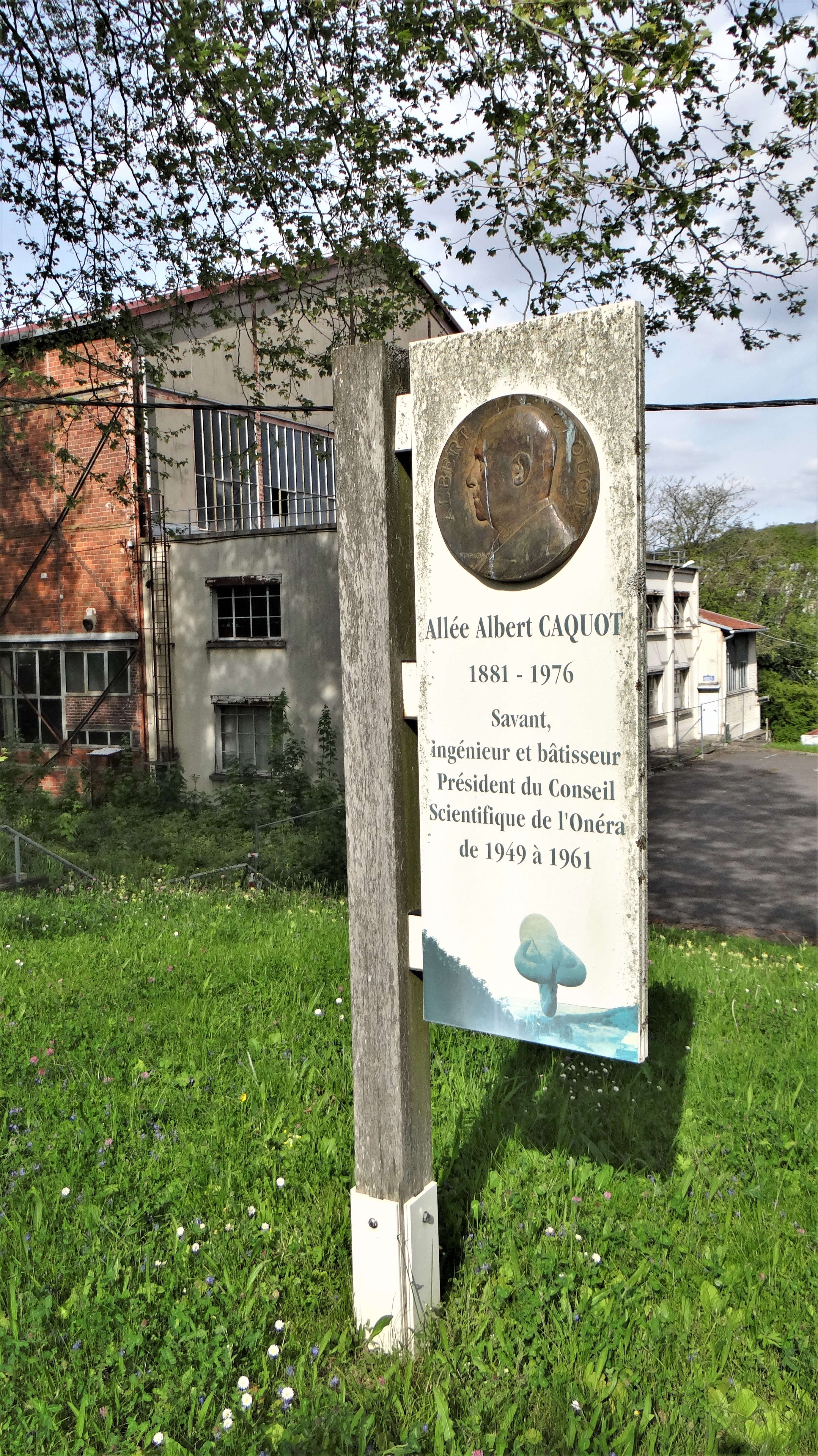
Allée Albert Caquot.